# スタームルガーMkI
スタームルガーMk I（英語: Sturm Ruger MkI）は、1950年にアメリカのスターム・ルガー社が競技用として開発した自動拳銃である。

## 特徴
1949年創業のスターム・ルガー社にとっての処女作であり、改良を施されながら60年以上に渡って生産の続く、競技・練習用自動拳銃のロングセラーシリーズである。低価格と良好な性能からアメリカの消費者にも受け入れられ、それまでコルト・ウッズマンが多くを占めていた市販競技用銃のシェアをたちまち奪い尽くし、新興企業のスターム・ルガー社を一躍発展させる出世作となったと言われる。
.22ロングライフル弾（.22LR弾）という小口径弾を使用するシングルアクション、ストレートブローバック式の単純な自動拳銃であるが、通常の自動拳銃がスライドと一体化したボルトを動かすのに対し、自動小銃のようにボルトのみを動かす作動機構を備える。これには、発射時に動作する部品の数と質量を減らすことで銃の動揺を極力抑え、競技用拳銃としての命中精度を高める意図がある。また.22LR弾は小口径ながら初速が高く、威力を確保している。
全体の構造は徹底して簡潔である。.22LR弾は「リムファイア」と呼ばれる、薬莢底面リムのどこを打撃しても撃発するタイプの弾であるため、ファイアリングピンも一般的な「撃針」と呼ばれるような精密部品ではなく、生産性の良い板状の打ち出し部品を使い、大幅なコストダウンを実現している。他にも随所に生産性を考慮した設計が為されており、競技用拳銃としての性能と価格低減要求との高度な妥協を達成した。
スタームルガー社の製品らしく安価ながら丈夫で命中精度が高いため、ターゲットモデルやハンターモデルなどのバリエーションがあり、銃身長にも4インチから10インチまでのバリエーションがある。テーパーの付いた細身のスタンダードバレルはその容姿からペンシルバレルとも呼ばれる。写真はMk Iスタンダードモデルの固定式リアサイトを、市販の調節式リアサイトに置き換えたものである。

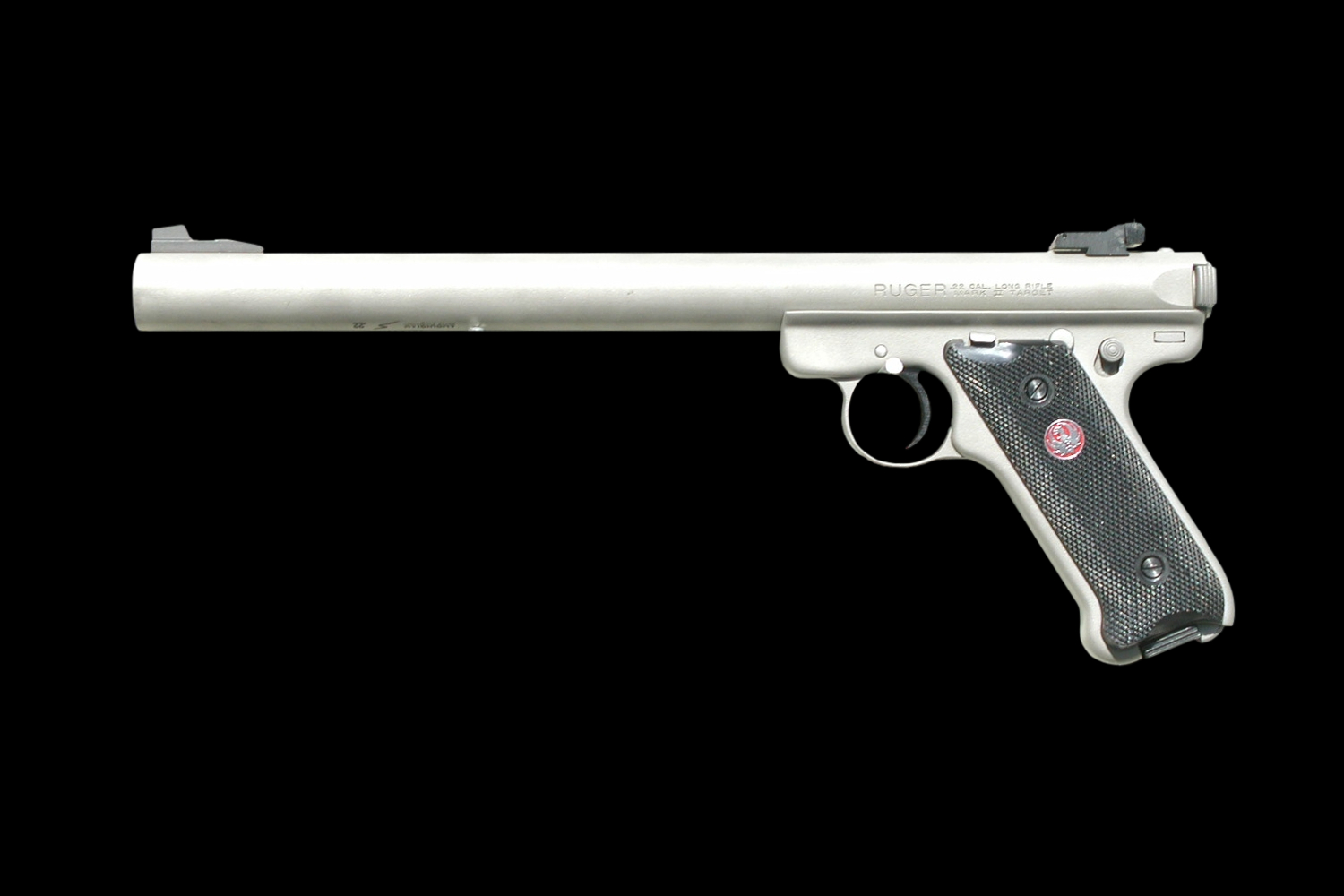
サプレッサー内蔵のMkII AWC TM-Amphibian 'S'

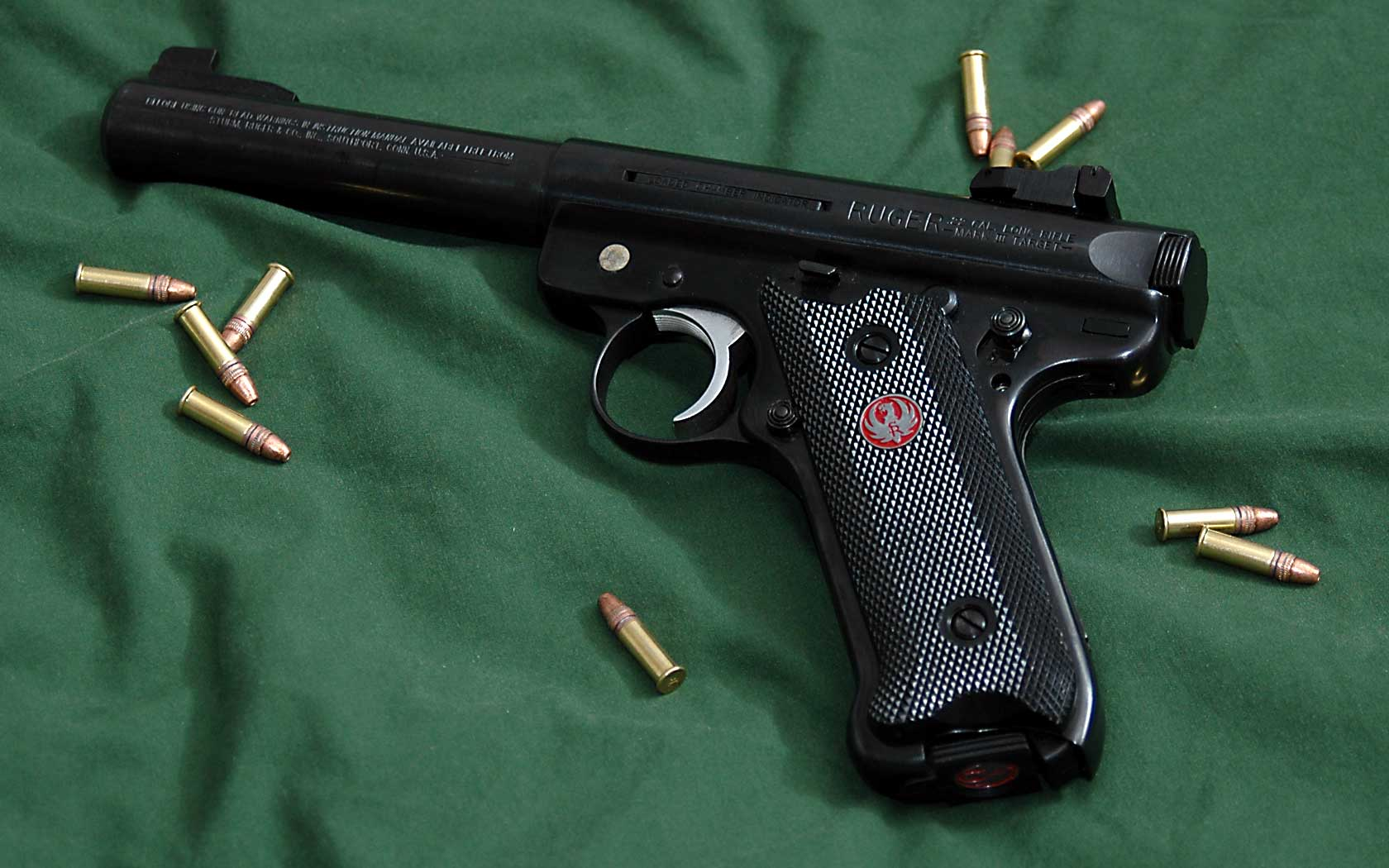
ルガーMk III

Mk Iのバリエーションとして、ボルトストップレバーを追加したMk IIが開発され、その後さらにマガジンキャッチの位置をトリガーガードの脇に、レシーバー後方をテーパー形状へと変更し、ローディング・インジケーター、マガジンセーフティを追加したMk III、グリップの材質をポリマー樹脂に変更した22/45、CNC切削加工によるグリップ、AR系ライフルの様なアッパー部のテイクダウン機能を備え、トリガーグループやボルトストップ等が再設計されたMk Ⅳが続いた。
小型軽量で精度が高いため、サプレッサーを装着し、軍用や特殊部隊用の暗殺用拳銃としても使用される。銃身がレシーバーに固定されているため、銃の作動には影響を与えずに消音器を増設できる。冷戦中期から末期に、CIAはエージェントに消音器装着型のMk IIを支給していた。サプレッサーを使えば、.22LR弾程度なら音を大幅に抑えることができ、暗殺任務に適するからである。
ルガーMk Iの細身なグリップなどの外観、ボルトによる動作機構は日本の20世紀初頭の南部大型自動拳銃に類似している。実際開発当時の社長で設計者のビル・ルガーは、第二次世界大戦終結時に帰国したある海兵隊員からベビーナンブを入手して複製品を作った経験を持ち、それをスタイリングベースにしたことを後年認めている（彼は日本の古民具収集趣味を持つなどの知日家でもある）。ただし、南部大型自動拳銃がコックオン・クロージングのストライカー撃発方式を取っているのに対して、スターム・ルガーは内蔵ハンマー方式を用い、Mk IとMk IIのマガジンキャッチはボトムレバー方式であるなど、メカニズムの点では独創性を見せている。

## 登場作品

### 映画・テレビドラマ
『暗殺者 (映画)』
ロバート・ラスとミゲル・ベインがサイレンサー付きのモデルを使用。
『コラテラル』
ヴィンセントがMk2のサイレンサー付きモデルを使用。
『沈黙の鎮魂歌』
終盤、ミカエルがMk2を使用。
『ワイルド7』
チャーシューが使用。

### ゲーム
『Fallout: New Vegas』
サプレッサーをデフォルトで装備したMK2が使用可能。威力は低いが、カジノや身体検査を要する場所でも隠し持つことが出来る。
『メタルギアソリッド4』
オールド・スネークが使用。スタームルガーMk.2 の麻酔銃カスタマイズで登場。
『ペルソナ3』
MK3が召喚器のモデルになっている。
『DAYZ』
MK2シルバーモデル。
『オメルタ ～沈黙の掟～』
宇賀神 剣が使用。MK1アサシンのシルバーモデル。

### アニメ
『リコリス・リコイル』
第5話で、サイレント・ジンがサプレッサーを装着したMk.2を使用。